# 阿爾布雷希特·馮·羅恩
阿爾布雷希特·西奧多·埃米爾·馮·羅恩伯爵（德語：Albrecht Theodor Emil Graf von Roon，1803年4月30日—1879年2月23日）是普魯士王國與德意志帝國的一名陸軍元帥和政治家，於1859年至1873年期間擔任普魯士戰爭部長。與奧托·馮·俾斯麥和赫爾穆特·馮·毛奇同為1860年代普魯士政府重要的軍政領袖，並領導了該國與丹麥、奧地利和法國進行的三場戰爭，最終完成對德意志地區的統一。
羅恩出身於東普魯士容克貴族，於1821年加入普魯士軍隊，1836年配屬於總參謀部，曾於1848年革命期間參與對巴登大公國叛亂的鎮壓活動，引起時任皇太弟與鎮壓軍總司令威廉親王（1861年後登基為普魯士國王）的注意，並成為其左右手。威廉親王委託羅恩為普軍制定軍事改革，其帶有自由派、民主主義和民族主義色彩，在減少國土防衛隊作為後備軍的同時，維持正規軍的三年役期制，並增加了徵兵員額。1859年威廉親王攝政後，羅恩被任命為戰爭部長，兩人原試圖與眾議院談判以批准改革所需預算，但受自由派把持的議會所拒，羅恩拒絕了軍事內閣長埃德溫·馮·曼陀菲爾男爵對眾議院發動政變的主張，追求在不破壞憲政制度的前提下實行軍事改革。
羅恩支持小德意志主義的俾斯麥，並提倡與自由派合作，然而在爭取未果後，俾斯麥轉而利用「憲法漏洞說」實施無預算統治，使軍事改革得以實現，為普軍得以在三次統一戰爭中獲勝起到重要作用。威廉一世曾就羅恩、毛奇和俾斯麥三人的貢獻評價道：「羅恩鑄劍、毛奇用劍，俾斯麥則透過外交防止他國干涉，才有了普魯士今天的勝利」。

## 生平

### 早年
羅恩出生於普魯士王國普洛伊薩根，其出身並非來自著名貴族家庭，最早是來自荷蘭的資產階級，移居普魯士後成為容克地主中的貧困貴族。羅恩的父親是一名普魯士軍官，但在羅恩10歲時於拿破崙戰爭中戰死，而母親同樣來自普魯士軍人家庭。羅恩在普洛伊薩根虔敬主義的環境中由祖父扶養長大，至1816年13歲時進入庫爾姆的普魯士軍事學院就讀，1821年被授予少尉軍階配發至科爾貝格的第14步兵團（即波美拉尼亞第3步兵團）服役。1824年，羅恩進入柏林普魯士戰爭學院深造，於1826年畢業，隨後擔任軍事學院的教官，在任期間還寫了幾本關於軍事地理的書，如《歐洲國家軍事概述》（Militärische Landerbeschreibung von Europa）。然而由於羅恩對普軍的現狀極度不滿，於1832年放棄教職回到原本的步兵團服役。1835年任第7軍參謀長，此時的羅恩已因在地緣政治學與軍事地理學著作方面的成就而聲名鵲起，而他也全心投入於軍事學術領域，撰寫大量軍事改革題材的論著，還在歐洲考察多年。1836年，羅恩晉升上尉，並被發配至總參謀部。1842年，晉升少校，擔任戰爭學院講師。1844年，羅恩被任命為弗里德里希·卡爾親王（普魯士國王腓特烈·威廉四世二弟卡爾親王之子）的軍事事務私人家教，與王室成員建立了關係。
1845年，羅恩擔任第8軍的參謀軍官，後來的總參謀長赫爾穆特·卡爾·貝恩哈特·馮·毛奇也曾於該單位擔任參謀。1849年，羅恩任第8軍參謀長，並於同年隨著該軍團進行了對巴登大公國自由派人士叛亂的鎮壓行動，鎮壓部隊由威廉親王（後來的德國皇帝威廉一世）指揮，由於表現優異，羅恩被授予三級紅鷹勳章，並日後成為威廉親王身邊的親信之一。1850年，羅恩晉升中校，並被任命為駐托倫的第33後備步兵團團長。1851年，晉升上校，並隨團調往科隆。科隆離威廉親王在科爾貝格的行宮很近，從那時開始威廉親王就經常造訪。1856年，羅恩晉升少將。1858年6月25日，被封為医院骑士团騎士。翌日，奉威廉親王之命開始起草軍事改革案。

### 軍事改革
當時的普魯士徵兵制度由1814年兵役法規定，凡20歲以上的男子均要於正規軍服三年的常備役、於預備役服役兩年。預備役期結束後，再根據1815年的《國土防衛隊條例》，於國土防衛隊服役至39歲，該部分為第一梯隊（25至32歲）和第二梯隊（32至39歲），前者將於戰時與正規軍編組為野戰軍作戰，而第二梯隊則負責戍防要塞與後勤事務。預備役和國土防衛隊僅在戰時才會被動員，在承平時期僅參加定期的軍事訓練、過著平民生活。正規軍與國土防衛隊兩者各自為獨立軍隊，互不從屬。
然而，此制度實際營運卻存在許多問題。先是財政狀況使正規軍中的三年役期必須縮減至兩年或兩年半。另外，儘管普魯士人口增加（1817年為1000萬，1857年為1800萬），但每年徵兵人數仍固定為4萬人，顯示大量的年輕役男用各種方式規避徵兵。若實施戰時動員，39歲以下的應召者即使已結婚成家，仍將離開家庭和工作到州政府服役（其家庭將可能獲得經濟補貼），反而最適合服兵役的未婚青年只要不被徵召就能繼續享受平民生活，這被認為是極大的不公，且國土防衛隊的年齡段較高、已婚人士眾多，職業軍人高度懷疑其軍事能力與士氣。此外，由於國土防衛隊內部充斥強烈的民主主義和民族主義意識形態，使得奉行專制主義的威廉親王對其有著強烈的不信任感。
威廉親王認為軍事改革迫切在即，於1858年6月要求羅恩提交一份草案，後者於7月完成，提出了以下建議：一、將國土防衛隊第一梯隊納入正規軍麾下（後備軍）、二、維持三年兵役制度以增加義務役的兵員數、三、增設軍事學院。另一方面，隸屬於陸軍組織部的克勞塞維茨中校（卡爾·馮·克勞塞維茨中將的侄子）表示，從財政上來說不可能維持三年的役期，因此應降至兩年，而預備役役期增加一年，他還建議國土防衛隊應該作為一支獨立且專門負責防禦工事，而不要將其視作一支野戰軍，此提議得到戰爭部長弗里德里希·馮·瓦爾西的支持，並作為該部提案呈交威廉親王。
然而，威廉親王堅持要保持三年的服役期，並支持羅恩的提案。1858年10月9日，威廉親王被封為攝政王，有了管理普魯士王國的權力，隨即解散奥托·特奥多尔·冯·曼托费尔的內閣，建立了由自由主義保守派組成的「新時代」內閣。古斯塔夫·馮·博寧被任命為戰爭部長，該人因其軍事現實主義而獲得此任命，但其同時具備自由主義的傾向，因此很快便與威廉親王發生衝突。1859年1月，威廉親王通知戰爭部長博寧，即使需要大量預算，他也將支持羅恩的改革方案。然而，博寧認為，國土防衛隊的改革應只限於將其排除於野戰軍之外，也擔憂若削減太多國土防衛隊的獨立性將破壞公眾對軍隊的信心，且博寧同樣認為財政考量上不可能維持三年的兵役制，他主張將役期訂為三年，但應實行冬假制度，如此一來實際役期為兩年半，這使威廉親王極為不滿。除此之外，博寧也與威廉親王的軍務顧問、軍事內閣長埃德溫·馮·曼陀菲爾男爵就人事權發生爭執。1859年7月，威廉親王根據後者的建議頒布法令，拒絕允許戰爭部長干預國王（實際為軍事內閣長）與軍隊之間的人事權，此舉使戰爭部長僅存掌管軍事預算的副職作用。同年8月，威廉任命羅恩擔任戰爭部委員，令博寧感到自己遭到排擠，而作為反擊，後者出席當年的國家議會，在會上反對羅恩的改革方案，但曼陀菲爾卻在會上支持羅恩方案，並直接表明反對博寧的作法。博寧在來自兩方的壓力夾擊下，於11月28日辭去戰爭部長職務，由羅恩繼任，其軍階也晉升為中將。此外，1861年普魯士海軍部成立，羅恩以戰爭部長身份兼任海軍部長，直到1874年德意志帝國海軍成立後另外改組。

### 戰爭部長

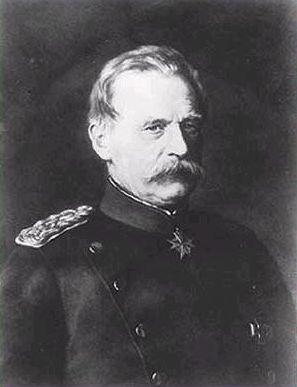
戰爭部長的羅恩畫像，由繪製

羅恩就任戰爭部長後立即試圖推動威廉親王的軍事改革（維持三年役期、增加徵兵員額、新建團級單位、將國土防衛隊第一梯隊改為後備軍、增加軍事預算），但眾議院自由派力量雖然承認為德國統一需要擴軍，但認為長期服役侵犯國民經濟的自由，並批評削弱國土防衛隊是企圖剝奪軍隊的公民成份以加強王權（1848年革命後普魯士自由派便一直有著「沒有國土防衛隊就沒有憲法」的傳統）。由此，1860年1月12日召開的眾議院軍事委員會同意實施軍事改革以及增加徵兵人數，但反對三年役期、分離國土防衛隊與野戰軍與大幅增加軍費開支等議題。由於軍事改革屬國王的統帥權範疇內，而議會僅處理預算問題，因此羅恩向議會提交臨時法案，希望獲授權撥款900萬塔勒。然而，自由主義派在眾議院認為這預算尚不足以實行三年兵役制，同時也視這次機會為將軍事改革預算審議從短期特別費撥款轉為需要進行定期議會審議的契機，另一方面自由派也不願過度拒絕威廉親王，以免把他推到保守派陣營。基於上述的考量，在軍事改革被視為「最終協議達成前的臨時措施」的前提下，自由派於1860年5月15日的眾議院會議上獲得幾乎全體成員的同意，成功通過。憑藉這筆預算，羅恩解散了原國土防衛隊的幾個團，轉而增加了正規軍的團數量，也進一步增加貴族成為軍官的機會。
1861年1月2日，普魯士國王腓特烈·威廉四世去世，威廉親王登基，是為「威廉一世」。隨後眾議院通過第二次臨時法，同時也決議臨時法僅為暫行措施，若要繼續推行軍事改革，就必須修改《兵役法》，而由於有關國土防衛隊的改革與《兵役法》衝突，若以國王的統帥權強加執行，形同以王命修改法律。羅恩對此部：「我們將會提出修改《兵役法》的提案，但這是出於政府自己附加上的責任，而非需對議會負責」，以此對眾議院施壓。在1861年11月和12月舉行的眾議院選舉中，自由主義左翼政黨德國進步黨贏得了352個席次中的109個席次，其他自由右派95個議席、自由左翼中央派52個席位、天主教派54個議席、波蘭人政黨23個席位。另一方面，保守派政黨只贏得15個席次。迅速自由主義化的眾議院要求成立不對國王而是對議會負責任的內閣，還試圖阻止政府的軍事法案。羅恩對受選舉結果動搖的威廉一世與內閣表示，若國王向眾議院讓步，軍隊將對國王產生不信任感，要求其採取強硬措施，軍事內閣長曼陀菲爾男爵也表示相同立場，但更進一步試圖發動政變，而羅恩則反對政變，尋求在不破壞現有憲法體制的條件下推行小德意志主義以滿足自由主義者的民族主義，抑制其革命企圖、維護威權主義體制，持同樣想法的還有當時的駐俄大使奧托·馮·俾斯麥。恐懼自由主義者擴大的威廉一世和羅恩於1862年3月解散了眾議院，罷免了新時代內閣的自由主義大臣，之後羅恩與財政大臣奧古斯特·馮·德·海特聯合組成阿道夫·祖·霍恩洛厄-英格尔芬根亲王內閣。
然而1862年4月與5月解散選舉的結果對政府更加不利，保守派議席減少到11個，傾向與政府合作的自由主義右派和天主教派也大幅減少，而進步黨拿到135個席、中央左派拿到96個席，政府和國會的關係進一步惡化，僅剩下陸軍為普魯士王權的支持者，羅恩成了政府的核心。1862年8月4日，眾議院預算委員會進步黨的卡爾·特維斯滕，中央左派的弗里德里希·斯塔文哈根，海因里希·馮·西貝爾三人提出了軍制改革的妥協案。至此，羅恩決定對妥協案出手，於9月17日宣佈其主張，在當天國王也參加的內閣會議中，其他閣僚也同意羅恩的方針，但威廉一世拒絕在三年役期上讓步，表示若不實行無預算統治與軍事改革，自己便退位，此一脅迫之舉改變了閣議的風向，除了海特財政大臣外，幾乎所有閣僚（包含羅恩）都同意了威廉一世的主張。羅恩因此於9月18日在眾議院預算委員會表示撤回之前的主張，使得眾議院在19日的會上否決了妥協案，決定和政府徹底對抗。事實上，負責協調內閣的財政大臣海特也反對無預算統治，隨即辭職，至此霍恩洛厄-英格尔芬根亲王內閣已事實上崩潰。羅恩希望時任駐法大使俾斯麥繼任首相，9月20日，羅恩自行對巴黎的俾斯麥發出一封「拖延很危險」、「迅速行動」（Dépêchez-vous）的電報。9月22日，俾斯麥與威廉一世會面時表示即使無預算統治也要推動軍事改革，後者便任命其為首相。
俾斯麥成為首相後試圖煽動自由主義者的民族主義，於9月30日的眾議院預算委員會發表「鐵血演說」，但自由主義者反應冷淡，羅恩也評價此演說對已方陣營並無好處，純屬廢話，此後俾斯麥和羅恩決定對自由主義者讓步，試圖提出將正規軍兵員分為志願役與役期2年的義務役，且若支付一定費用還可免服兵役，兩人試圖將此法案提交眾議院，但被受曼陀菲爾意見影響的威廉一世否決。未能成功拉攏自由主義者的俾斯麥後以「憲法漏洞說」為基礎實施無預算統治，而自由主義者則批判此為違憲，開始了憲法鬥爭，對此俾斯麥和羅恩試圖通過小德意志主義統一德意志的方式、激發自由主義者的民族主義來解決。

### 統一戰爭

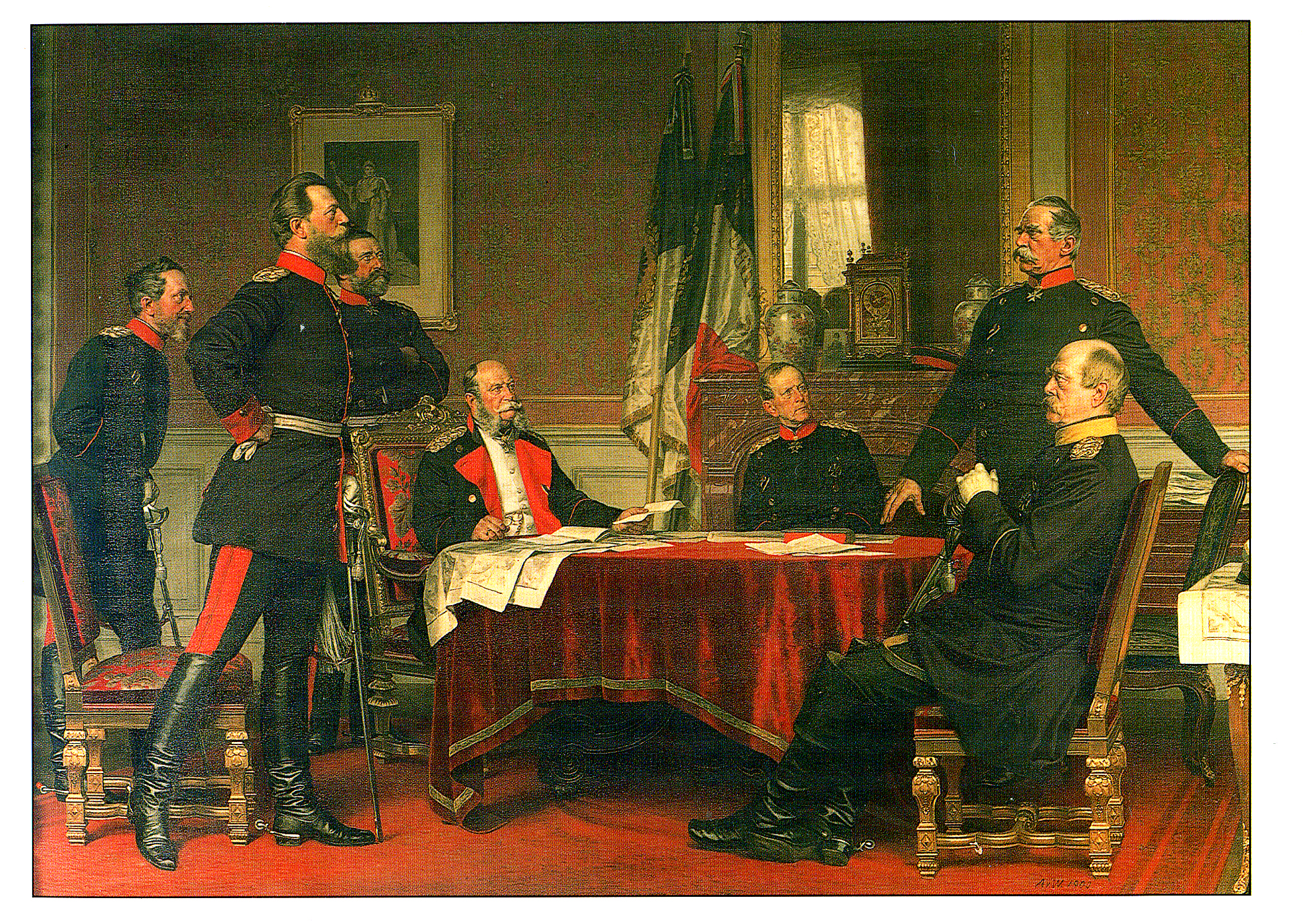
描繪1870年巴黎圍城戰時位於凡爾賽大本營的普魯士軍政領導人的畫作，圖右側站立者即羅恩，其左為俾斯麥，右則依序為毛奇上將和威廉一世。

普魯士以小德意志主義路線開展統一戰爭，期間羅恩與軍事領袖總參謀長毛奇和首相俾斯麥曾多次發生意見上的衝突。第一場戰事為1864年因石勒苏益格-荷尔斯泰因问题爆發的「普丹戰爭」。丹麥軍固守於迪布爾（Dybbøl）的要塞中，總參謀長毛奇認為攻剋需付出過多犧牲而反對進攻，羅恩和俾斯麥則持相反意見，兩人試圖透過攻剋此要塞來製造輿論，令國內的憲政鬥爭導向己方有利的局面，而曼陀菲爾則試圖將此事作為發動軍事政變的契機。迪布爾要塞陷落後，曼陀菲爾稱「當前的問題是國內的迪布爾要塞」，主張對眾議院發起政變，且對丹麥戰爭勝利後，俾斯麥反對對奧地利帝國採取敵對政策，主張和奧地利組成反革命的同盟，以及由於首相與戰爭部長過於接近，進而削弱國王的統帥權，使得俾斯麥與羅恩逐漸為曼陀菲爾所敵視與警戒。1865年5月，羅恩和俾斯麥說服了威廉一世，將曼陀菲爾任命為石勒苏益格總督，相當於從中央被排除出去。
普丹戰爭結束後，普魯士與奧地利就「石勒苏益格-荷尔斯泰因问题」而逐漸對立，最終於1866年6月爆發普奧戰爭，羅恩在這場戰爭中晉升為步兵上將。根據6月2日開戰前威廉一世的敕令，總參謀長毛奇可以繞過戰爭部長對全軍下令，羅恩因此對戰爭的介入因此受限，但即使如此後者也多次與俾斯麥結盟，和毛奇對立，例如毛奇曾試圖針對和奧地利結盟的南德意志國家投入兩個軍團，羅恩和俾斯麥表示反對與阻止，兩人主張為防範法國應於萊茵河佈署一個軍團，則同樣遭到毛奇的反對與阻止。柯尼希格雷茨战役後，出現了是否要進攻奧國首都維也納的意見，羅恩起初同意，但後來與毛奇和俾斯麥達成共識而不進攻，國王威廉一世起初曾試著強行軍攻至維也納，但在俾斯麥與皇太子腓特烈說服後，進軍行動被阻止，兩國談和。
普奧戰爭勝利後，奧地利被逐出德意志地區，成立以普魯士為首的北德意志聯邦，而兼任後者首相的俾斯麥為統一南德意志各國則挑動與法國的戰爭，並最終於1870年爆發「普法戰爭」。這場戰爭中，毛奇同樣掌握戰爭指揮權，使得羅恩與其的對立更為加劇，另外隸屬近衛炮兵團團長的羅恩次子於色當之戰中陣亡。在圍困法國首都的巴黎圍城戰中，羅恩與俾斯麥主張炮擊城市，毛奇則反對，最終毛奇妥協實施炮擊。巴黎之後開城投降，普魯士和阿道夫·梯也爾政府簽訂了停戰協議。
1871年，羅恩被授予伯爵爵位。

### 首相
1871年德意志帝國成立後，長期兼任普魯士首相和德意志帝國首相兩職位的俾斯麥，以生病為由於1872年12月20日辭去普魯士首相職務，由羅恩接任。1873年1月1日，羅恩正式被任命為普魯士首相，同時被授予元帥軍階。事實上此時期的俾斯麥為了通過能剝奪容克貴族領主裁判權的法案，強行讓普魯士貴族院同意該法案，招致貴族院保守派的強烈不滿，身為戰爭部長的羅恩也與其同調而批判俾斯麥。俾斯麥認為羅恩年齡太大且只有軍務經驗，並不適任首相一職，但正因如此俾斯麥才讓該人擔任首相，致使貴族保守派在普魯士眾議院選舉中大敗，後者因此不得不請俾斯麥重任首相。
只是還沒等到普魯士眾議院選舉，羅恩與保守派便受到沉重打擊；1873年1月14日，民族自由黨議員愛德華·拉斯克在普魯士眾議院質詢普魯士內閣首席參事官赫爾曼·瓦格納和普魯士商務部長海因里希·弗里德里希·馮·伊岑普利茨伯爵關於鐵路公司設立的弊案，羅恩在此事件中的應對極差，他支持瓦格納，並批評拉斯克才是貪汙者，然而拉斯克在2月7日以實名揭發了貪污的組織，徹底辯倒了羅恩。
瓦格納被迫辭職，羅恩於7月開始休假，11月後退出所有公務。此外，在羅恩辭職前舉辦的普魯士眾議院選舉時，保守派慘敗，所以即使沒有此事，羅恩估計也會辭職。

### 去世
晚年的羅恩深受哮喘之苦，後於1879年2月23日在柏林去世，葬於格尔利茨近郊生前收購的克羅布尼茨宮附近的家族墓地。

## 個人

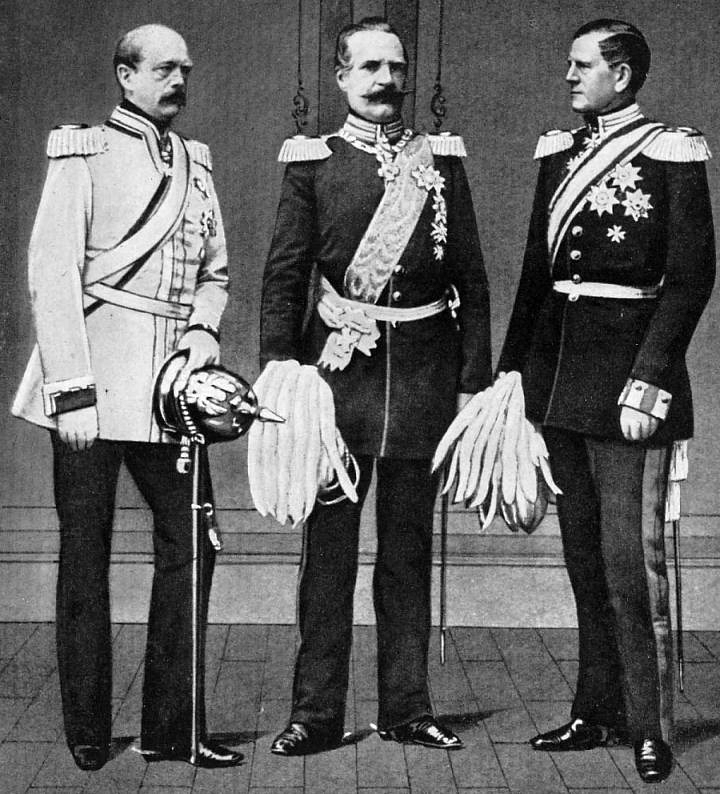
在統一戰爭中發揮重要作用的三人，由左至右為俾斯麥、羅恩與毛奇。

羅恩是堅定的君主主義者，反革命主義者，在這點上與強硬派的曼陀菲爾相差無幾，但是羅恩較後者更具身段，若能阻止共和制和民主主義、國民主權的話，也可以資產階級和自由派勢力合作，羅恩反而認為強硬保守的復古路線會給王權帶來危機，曾於1854年批評過強硬保守派。另一方面，羅恩和前任的戰爭部長博寧與週報黨代表的自由主義保守派也不一樣，在羅恩看來他們與自由主義資產階級走得太近，換言之，羅恩處於強硬保守派和自由主義保守派的中間立場。這與俾斯麥的立場相同，這才有了羅恩讓俾斯麥當上首相的契機。
羅恩性格活撥、喜歡開玩笑，威廉一世也曾評價道：與戰爭部長相處非常開心放鬆。羅恩的好友羅伯特·盧修斯·馮·鮑爾豪森說：「羅恩是嚴謹、義務感強烈、誠實的典型普魯士人，有著高度的智慧和組織才華、不會動搖的決心以及強大的意志力，有時他的行為急躁得令人匪夷所思，但他本質上是個單純的人。」另一方面，儘管對德意志統一作出貢獻，羅恩因其保守派觀點，有著強烈的普魯士人意識，為领土型国家主義者，反對剝奪各邦國的獨立性，內心也強烈反對北德聯邦和德意志帝國的存在。
在俘虜拿破崙三世後的色當戰役慶祝會上，威廉一世就羅恩、毛奇和俾斯麥三人的貢獻評價道：「羅恩鑄劍、毛奇用劍，俾斯麥則透過外交防止他國干涉，才有了普魯士今天的勝利」，其中羅恩是三人中最不起眼的存在，原因其軍事改革是為戰爭所準備，而在戰爭爆發後即退居於俾斯麥之後。儘管三人在統一戰爭的貢獻上相提並論，但各自關係並未非常融洽，羅恩曾向俾斯麥表示「為了達到目的不惜一切代價，但為達到目的同時也應將手段正當化」，否定俾斯麥「為達目的不擇手段」之作風，還懷疑過俾斯麥其實並非保守派，羅恩曾對自己的外甥莫里茲·馮·布蘭肯堡評論俾斯麥「跟保守派說話時總表現得很保守，對自由派則表現得很自由」，毛奇則認為羅恩「過度悲觀，難以共事」。

## 榮譽
羅恩畢生獲得過下列勳獎章：

| - 聖約翰勳章：榮譽騎士級，1848年、公義騎士級，1858年（普魯士王國） - 紅鷹勳章：帶環三級，1849年；大十字級，1864年11月16日；帶劍，1866年（普魯士王國） - 皇冠勳章：一級，1861年10月18日；附橡葉帶劍紅鷹勳章琺瑯環，1865年（普魯士王國） - 霍亨索倫王室勳章：大司令級，1863年；帶星帶劍級，1871年3月22日（普魯士王國） - 黑鷹勳章：1866年7月28日；領章，1867年；鑽石級，1873年（普魯士王國） - 功勳勳章：1870年10月28日（普魯士王國） - 鐵十字勳章：1870年，一級與二級（普魯士王國） - 服役十字章（普魯士王國） - 阿爾貝特勳章：大十字級，1860年（萨克森王国） - 鑽冠勳章：1870年（萨克森王国） - 薩克森-歐內斯廷家族勳章：大十字級，1860年8月 - 亨利雄獅勳章：大十字級（不伦瑞克公国） - 皇家圭爾夫勳章：大十字級，1860年（漢諾威王國） - 菲利普大公功勳勳章：大十字級，1860年12月4日（黑森大公国） - 路德維希勳章：大十字級，1871年1月9日（黑森大公国） - 軍功十字勳章：1871年3月16日（黑森大公国） - 利奧波德勳章：大十字級，1861年2月7日（比利時王國） - 利奧波德勳章：大十字級，1861年（奧地利帝國） - 匈牙利皇家聖斯蒂芬勳章：大十字級，1872年（奧地利帝國） | - 巴伐利亞皇冠勳章：大十字級, 1861年（巴伐利亞王國） - 軍功十字勳章：大十字級（巴伐利亞王國） - 文德皇室勳章：大十字金冠帶劍級（梅克倫堡王朝） - 軍功十字勳章：二級（梅克倫堡-什未林大公國） - 戰爭傑出十字勳章（梅克伦堡-施特雷利茨大公国） - 白隼勳章：大十字級，1861年5月6日（萨克森-魏玛-爱森纳赫） - 威廉勳章：大十字級，1861年5月15日（黑森選侯國） - 拿騷阿道夫勳章：大十字帶劍級，1861年7月（拿騷公國） - 聖喬治勳章：三級，1873年4月（俄羅斯帝國） - 聖亞歷山大涅夫斯基勳章：鑽石級（俄羅斯帝國） - 聖弗拉基米爾勳章：帶劍一級（俄羅斯帝國） - 軍功獎章（紹姆堡-利珀親王國） - 阿爾伯特熊勳章：大十字級，1862年12月20日（阿斯坎尼家族） - 法國榮譽軍團勳章：大十字級，1864年9月9日（法國） - 卡爾·弗里德里希軍功勳章：大十字級，1867年（巴登大公國） - 忠貞騎士勳章：1871年（巴登大公國） - 皇冠勳章：大十字級，1868年（符騰堡王國） - 軍功勳章：大十字級，1870年12月30日（符騰堡王國） - 彼得·弗雷德里克·路易斯家族與榮譽勳章：大十字帶金冠與頸徽級，1869年6月16日（奥尔登堡大公国） |

## 註腳
1. 1 2  秦郁彦（2001年），第334页
2. 1 2 3  三宅正樹等（2011年），第240、243页
3. ↑  Encyclopedia Britannica
4. ↑  スタインバーグ（2013年），上巻，第257页
5. 1 2 3 4  望田幸男（1979年），第61页
6. 1 2 3  ガル（1988年），第252页
7. 1 2 3 4 5 6 7 8  Graenseforeningen
8. 1 2 3 4 5 6  巴塞特-珀威爾（2019年），第148页
9. 1 2 3 4 5 6 7  Balsi
10. 1 2  片岡徹也（2002年），第295页
11. 1 2 3  ガル（1988年），第253页
12. 1 2  望田幸男（1979年），第62页
13. 1 2  スタインバーグ（2013年），上巻，第259页
14. ↑  スタインバーグ（2013年），上巻，第260页
15. 1 2  スタインバーグ（2013年），上巻，第261页
16. ↑  前田光夫（1980年），第127页
17. 1 2  前田光夫（1980年），第128页
18. ↑  エンゲルベルク（1996年），第480页
19. ↑  片岡徹也（2002年），第294页
20. ↑  前田光夫（1980年），第130-131页
21. ↑  前田光夫（1980年），第133页
22. ↑  前田光夫（1980年），第136-138页
23. ↑  前田光夫（1980年），第134-135页
24. 1 2  前田光夫（1980年），第139页
25. ↑  前田光夫（1980年），第141-142页
26. ↑  前田光夫（1980年），第146-147页
27. 1 2  前田光夫（1980年），第147页
28. ↑  巴塞特-珀威爾（2019年），第151页
29. ↑  エンゲルベルク（1996年），第480-481页
30. ↑  ガル（1988年），第254页
31. ↑  前田光夫（1980年），第149-150页
32. ↑  前田光夫（1980年），第157-158页
33. 1 2  ガル（1988年），第255页
34. ↑  前田光夫（1980年），第166页
35. ↑  前田光夫（1980年），第168-169页
36. ↑  ガル（1988年），第272页
37. ↑  前田光夫（1980年），第171-172页
38. ↑  望田幸男（1979年），第67-68页
39. ↑  望田幸男（1979年），第68-69页
40. ↑  望田幸男（1979年），第68-70页
41. ↑  エンゲルベルク（1996年），第482-483页
42. ↑  ガル（1988年），第273-274页
43. ↑  前田光夫（1980年），第183页
44. ↑  望田幸男（1979年），第69页
45. ↑  ガル（1988年），第276-277页
46. ↑  前田光夫（1980年），第185页
47. ↑  エンゲルベルク（1996年），第483页
48. ↑  ガル（1988年），第300-301页
49. ↑  前田光夫（1980年），第193-194页
50. 1 2  前田光夫（1980年），第195页
51. ↑  エンゲルベルク（1996年），第493页
52. ↑  ガル（1988年），第302页
53. ↑  前田光夫（1980年），第212页
54. ↑  前田光夫（1980年），第212-213页
55. ↑  エンゲルベルク（1996年），第496页
56. ↑  ガル（1988年），第326页
57. ↑  望田幸男（1979年），第82-83页
58. ↑  エンゲルベルク（1996年），第499页
59. ↑  前田光夫（1980年），第229页
60. 1 2 3  望田幸男（1979年），第108页
61. 1 2  望田幸男（1979年），第109页
62. ↑  片岡徹也（2002年），第301页
63. ↑  望田幸男（1979年），第128页
64. ↑  エンゲルベルク（1996年），第574页
65. ↑  片岡徹也（2002年），第317页
66. ↑  前田靖一（2009年），第293页
67. ↑  ガル（1988年），第572页
68. ↑  アイク（1998年），6，第259页
69. ↑  アイク（1998年），6，第60页
70. 1 2 3  ガル（1988年），第684页
71. ↑  アイク（1998年），6，第59页
72. ↑  アイク（1998年），6，第62页
73. ↑  ガル（1988年），第685页
74. ↑  アイク（1998年），6，第63页
75. ↑  アイク（1998年），6，第63-64页
76. ↑  スタインバーグ（2013年），上巻，第320页
77. ↑  Weber（2023年）
78. 1 2  望田幸男（1979年），第63页
79. ↑  望田幸男（1979年），第69-70页
80. ↑  前田靖一（2009年），第130页
81. ↑  スタインバーグ（2013年），下巻，第220页
82. 1 2 3  アイク（1997年），5，第114页
83. ↑  渡部昇一（2009年），第166页
84. ↑  望田幸男（1979年），第115页
85. ↑  ガル（1988年），第150页
86. ↑  片岡徹也（2002年），第78页
87. ↑  Rangliste de Königlich Preußischen Armee（1879年），第161页
88. 1 2 3 4 5 6  Königlich Preussische Ordensliste（1877年），第12、23、31、573、922、966页
89. 1 2  Staatshandbuch für den Freistaat Sachsen（1873年），第5、27、153、131页
90. ↑  Staatshandbücher für das Herzogtums Sachsen-Altenburg（1869年），第25页
91. ↑  Hof- und Staatshandbuch für das Königreich Hannover（1865年），第79页
92. 1 2 3  Hof- und Staatshandbuch des Großherzogtums Hessen（1878年），第25、74、137页
93. ↑  Liste des Membres de l'Ordre de Léopold（1862年），第49页
94. 1 2  Hof- und Staatshandbuch der Österreichisch-Ungarischen Monarchie（1879年），第67、75页
95. 1 2  Hof- und Staatshandbuch des Königreichs Bayern（1877年），第27页
96. ↑  Staatshandbuch für das Großherzogtum Sachsen（1864年），第17页
97. ↑  Kurfürstlich Hessisches Hof- und Staatshandbuch（1866年），第21页
98. ↑  Staats- und Adreß-Handbuch des Herzogthums Nassau（1866年），第13页
99. ↑  Hof- und Staats-Handbuch des Herzogtum Anhalt（1867年），第20页
100. ↑  Wattel（2009年），第510页
101. 1 2  Hof- und Staats-Handbuch des Großherzogtum Baden（1876年），第60、62页
102. 1 2  Württemberg (Kingdom). Statistisches Landesamt（1877年），第7、35、52页
103. ↑  Hof- und Staatshandbuch des Großherzogtums Oldenburg（1878年），第35页